# Rolando Bianchi
Rolando Bianchi, född 15 februari 1983, är en italiensk fotbollsspelare som har spelat över 150 ligamatcher för Torino FC.
Sommaren 2007 värvades Bianchi från Reggina till Manchester City av Sven-Göran Eriksson. Mellan 2003 och 2006 spelade Bianchi 13 matcher och gjorde 7 mål för Italiens U21-landslag.
Inför säsongen 2008/2009 värvades han till Torino FC där han spelade i fem år. Sommaren 2013 värvades han på två år av Bologna men året efter lånades han ut till Atalanta där han spelade i en säsong. Efter att kontraktet med Bologna gick ut sommaren 2015 har han fram till 2017 haft flera kortare kontrakt.